# 东张乡 (元氏县)
东张乡，是中华人民共和国河北省石家庄市元氏县下辖的一个乡镇级行政单位。

## 行政区划
东张乡下辖以下地区：
东张村、西付一村、西付二村、东付村、大陈庄村、庄窠里村、北岩村、梨村、东正村、晏村、上张村、西张村、苗庄村、西正村和杜庄村。